# Метод приёмных детей
Метод приёмных детей — один из методов психогенетики, основанный на исследовании усыновлённых детей и являющийся наиболее надёжным методом для определения относительного вклада генотипа и среды в вариативность изучаемого признака. Прототип метода был использован Ф. Гальтоном  при анализе достижений родственников выдающихся людей и описан в 1869 г. в его первой книге «Hereditary Genius» (в русском переводе – «Наследуемость таланта»).
Первое систематическое исследование развития детей в приёмных семьях, опубликованное в 1924 г., напомнило о возможностях метода приёмных детей для исследования источников вариативности когнитивных способностей. С 30-х годов ХХ столетия метод используется в психогенетике .
Метод используется при исследовании природы вариативности показателей интеллекта, когнитивных способностей, темперамента, личности и расстройств личностной сферы.

## Схема эксперимента

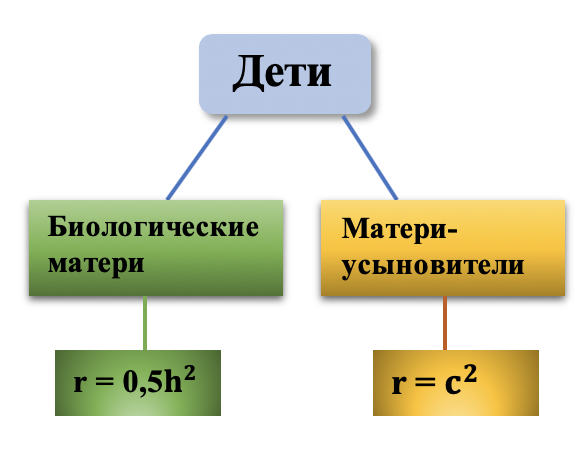
Первый вариант схемы метода приёмных детей: сравнение детей с их биологическими родителями (50% общих генов) и сравнение детей с родителями-усыновителями (общая среда). Где: - коэффициент корреляции; - показатель наследуемости; - показатель общей среды.

Схема эксперимента включает в себя, во-первых, сопоставление детей и их биологических родителей и, во-вторых, сопоставление детей и их родителей-усыновителей. Если дети были усыновлены в первые дни жизни и никогда не видели своих биологических родителей, то с ними они имеют только общие гены. С родителями-усыновителями, с которыми дети прожили всю жизнь жизнь, у детей нет никакого генетического сходства, но зато есть общие средовые условия. Большее сходство детей с биологическими родителями свидетельствует в пользу генотипических влияний, большее сходство с родителями-усыновителями — в пользу средовых влияний .

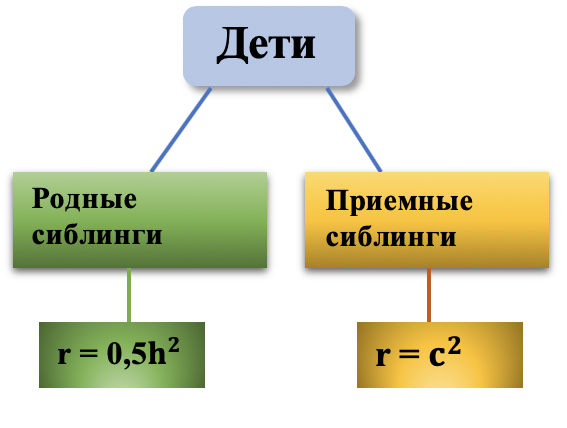
Второй вариант схемы метода приёмных детей: сравнение детей с их родными сиблингами (50% общих генов) и сравнение детей с их приёмными сиблингами (общая среда). Где: - коэффициент корреляции; - показатель наследуемости; - показатель общей среды.

Варианты этой схемы включают в себя дополнительно к сопоставлению родителей и детей еще и сравнение детей, не имеющих генетического сходства, но живущих в одной семье.
Этапы исследования включают в себя:
1. Оценку признака у детей, их биологических родственников и родственников усыновителей.
2. Оценку сходства детей с биологическими родственниками.
3. Оценку сходства детей с родителями-усыновителями и неродными сиблингами.
4. Сравнение степени сходства в двух группах:
  - между детьми и их биологическими родственниками,
  - между детьми и их усыновителями (или сводными сиблингами).

В результате исследования получают:
- Показатель корреляции между биологическими родителям и их детьми, усыновленными в другую семью.
- Показатель корреляции между биологическими сиблингами.
- Показатель корреляции между родителями-усыновителями и живущими с ними приемными детьми.
- Показатель корреляции между неродными сиблингами, живущими вместе.

## Варианты метода приёмных детей
Метод разлучённых близнецов теоретически дает возможность однозначно разделить генетические и средовые влияния на вариативность признака: монозиготные близнецы генетически идентичны и, если они оказались разлучены в раннем возрасте, то не имеют общего средового опыта. Однако в реальности разлучённые близнецы, участвующие в исследованиях, значительно различаются по возрасту разлучения, времени, которое они провели врозь, и времени, которое они провели вместе после воссоединения, что делает результаты сравнения разлученных близнецов менее надежными, чем результаты исследования приёмных детей.
При развитии вспомогательных репродуктивных технологий стало возможным сравнение сходства с родителями тех детей, которые появились на свет, благодаря разным вариантам экстракорпорального оплодотворения. Метод предполагает сравнение четырёх вариантов ЭКО: 
1. при  использовании биологического материала родителей ребенок имеет генетическое сходство и с матерью, и с отцом,
2. при использовании донорской спермы - только с матерью,
3. при использование донорской яйцеклетки - только с отцом,
4. при использовании донорского эмбриона генетического сходства нет ни с одним из родителей.

Если вариативность признака связана с генотипом, то сходство родителей и детей по этому признаку будет варьировать в соответствии с генетическим сходством.

## Исследования приёмных детей
Как наиболее значимое для признания метода следует отметить одно из первых исследований приёмных детей, в котором было продемонстрировано увеличение на протяжении дошкольного возраста сходства по интеллекту приёмных детей с их биологическими матерями, несмотря на то, что дети с ними не жили . Сравнив показатели интеллекта детей, когда им исполнилось 7 лет, с показателями интеллекта их биологических матерей и матерей-усыновителей,  исследователи обнаружили, что интеллект ребенка оказывается тем выше, чем выше интеллект его биологической матери. С показателями интеллекта матерей-усыновителей такой связи обнаружено не было.
Наиболее крупными проектами, в которых использовался метод приёмных детей, являются Техасское и Колорадское исследования.
В Техасском исследовании приёмных детей, начатом в 1963 г., прослеживается влияние генотипа и среды на вариативность когнитивных и личностных показателей и собираются данные о средовых условиях .
Колорадское исследование приёмных детей, начато по инициативе Р. Пломина и Дж. Дефриза в 1975 году. Выборка Колорадского исследования приближалась к 245 семьям.
Это первое исследование приёмных детей, охватывающее значительный период жизни – от рождения до 40 лет. Оно считается образцовым по тщательности формирования выборки и контроля возможных искажений результатов; наиболее представительным по набору анализируемых психологических и средовых характеристик; самым эффективным по разработке статистических моделей для анализа данных исследования приёмных детей .
Получены данные о психологических особенностях и средовых параметрах для детей, живущих в своих собственных семьях, для их родителей, для приёмных детей, для родителей, их усыновивших, и, что всегда бывает труднее всего получить, — для биологических матерей и для части биологических отцов.
Для повышения надёжности данных в исследование включены также и контрольные семьи — обычные семьи, в которых сопоставляется сходство родителей и их собственных детей.
Исследование даёт возможность надёжно развести генетические и средовые влияния на изучаемые психологические признаки.
Связи (корреляции) между приёмными детьми и их биологическими родителями, с которыми дети никогда вместе не жили, полностью обусловлены генотипом, а связи между приёмными детьми и усыновившими их родителями, являются результатом исключительно средовых условий.

## Недостатки метода приёмных детей
Недостатки метода приёмных детей могут повлиять на показатель наследуемости и на показатель общей среды.
Недостатки, которые приводят к завышению показателя наследуемости:
- Выборка нерепрезентативна популяции (например, можно предположить, что вероятность психических отклонений в выборке матерей, отдающих детей в чужую семью, выше).
- Неслучайное усыновление (подбираются семьи, соответствующие той семье, из которой вышла биологическая мать).
- Позднее усыновление (биологическая мать имела опыт длительного общения с ребенком, поэтому генотипические и средовые влияния невозможно надёжно разделить).
- Пренатальные влияния (которые являются биологическими, но не обязательно генетическими) могут приводить к сходству с биологической матерью.

Недостатки, которые приводят к уменьшению показателя общей среды:
- Усыновленные дети знают об усыновлении и могут стремиться быть непохожими на родителей-усыновителей.
- Тенденция к дивергенции у живущих вместе сиблингов.

Недостатки метода приёмных детей не фатальны для получаемых результатов. Часть недостатков может быть устранена при грамотной организации эксперимента, а другая часть — учитывается с помощью включения в эксперимент контрольной группы (семей, в которых дети живут со своими родителями).